# Батіальні відклади
Батіа́льні ві́дклади (англ. bathyal deposits) — океанічні і морські осади, які відкладаються на материковому схилі між неритовою і абісальною зонами у батіальній зоні в інтервалі глибин 200—2 500 м.

## Поширення
Займають близько 15-20 % площі Світового океану. Серед батіальних відкладів переважають теригенні осади (понад 56 %), що виникають внаслідок виносу уламкового матеріалу і глинистих частинок з суші. Далі йдуть вапнякові мули (бл. 30 %), серед яких приблизно однаково поширені форамініферові, коралові і ракушнякові осади, а також крем'янисті мули, представлені переважно діатомовими, рідше — радіолярієвими осадами. Вулканогенні осади (5 %) приурочені до областей сучасної вулканічної діяльності.
Утворюються головним чином з теригенного матеріалу, принесеного з суші, і представлені синім, зеленим, червоним, сірим вулканічним та вапняковим мулом, глибоководними пісками, рідко галечниками. Під дією діагенезу протягом геологічного часу перетворюються у глини, мергелі і частково у вапняки.